# パンノニアサウルス
パンノニアサウルス（学名: Pannoniasaurus）は、後期白亜紀サントニアンにあたるハンガリーのチェバーニャ累層から産出した、テティサウルス亜科に分類される絶滅したモササウルス科の属。Pannoniasaurus inexpectatus ただ1種のみを含む。海生の捕食動物である他のモササウルス科の属とは違って淡水の堆積層から発見されており、種小名には「想定外」という意味が込められている。中型のモササウルス科であり、全長は最大で6メートルに達した。

## 発見

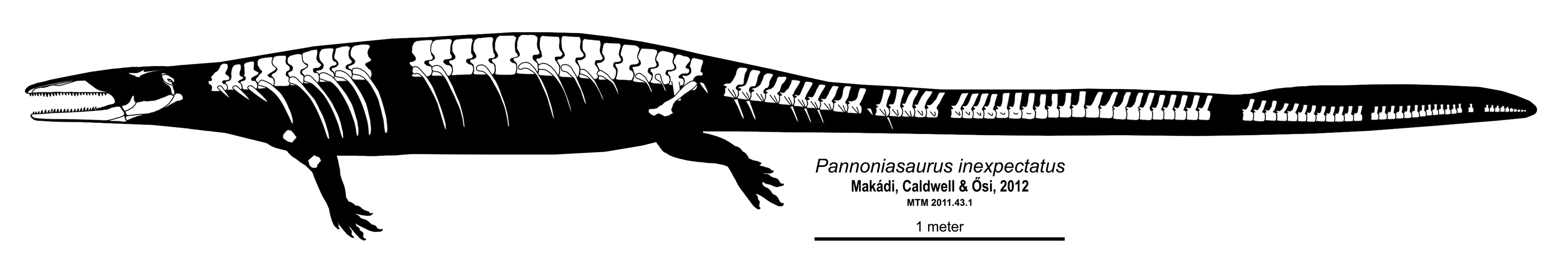
骨格のダイアグラム。アイギアロサウルス科型の原始的な四肢を備えた復元

産地が発見されて以降、ホロタイプ標本 MTM 2011.43.1 および複数の標本が収集されている。産地はCsehbánya 累層の堆積層にあたる、ハンガリー西部バコニー・ヒルズの Iharkút 露天掘り式ボーキサイト鉱山に位置する複数の露頭である。1999年には Iharkút から20キロメートル地点に位置する、アイカの街の隣にある炭鉱の廃棄場にあたる Ajka Coal 累層から1つの脊椎が収集されている。成長段階の異なる無数の個体の骨が産出しており、100本を超える本属の骨が Csehbánya 累層を構成する氾濫原堆積層から知られている。パンノニアサウルスの標本は全てハンガリーのブダペストに位置するハンガリー自然史博物館に所蔵されている。

## 記載

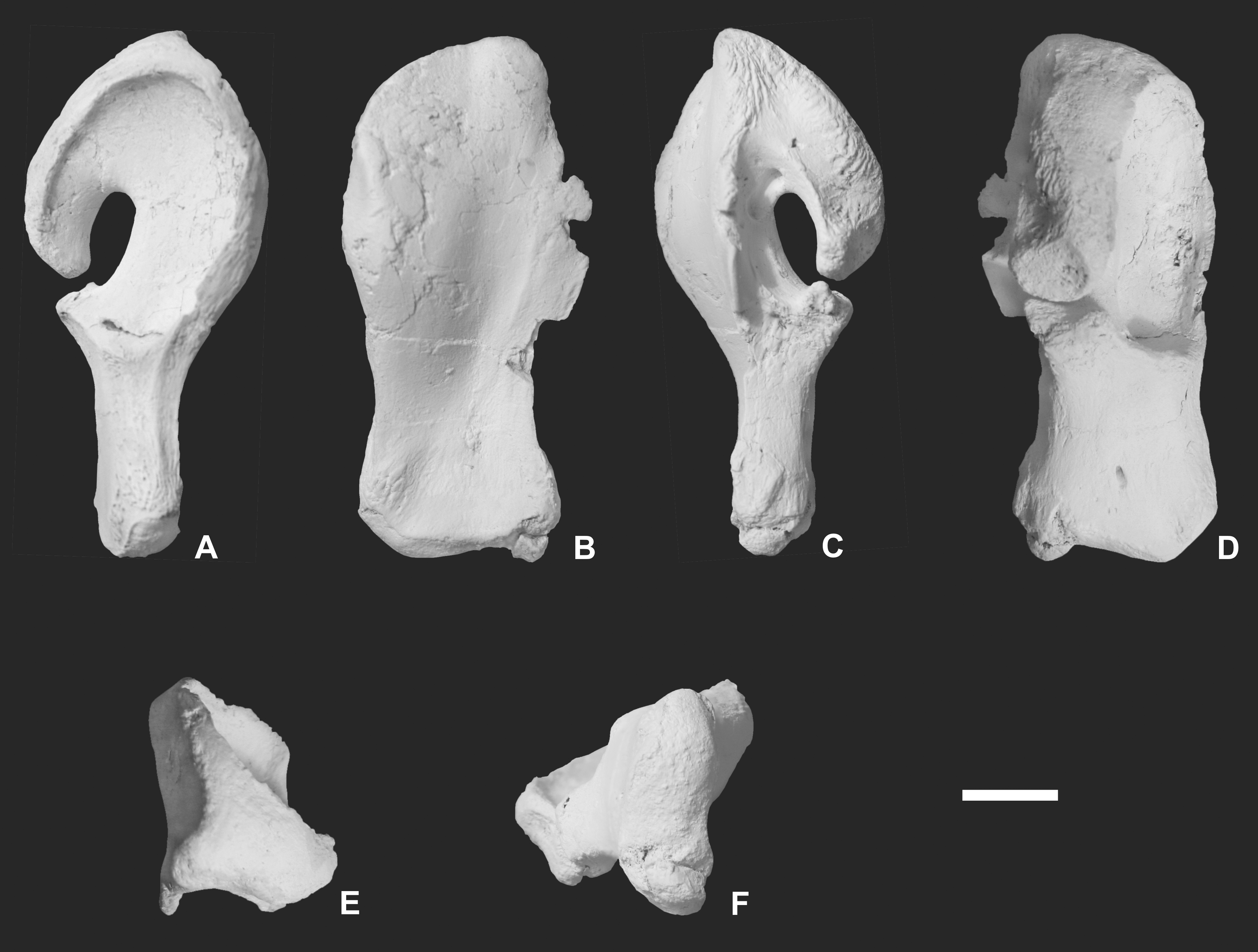
ホロタイプ標本方形骨 MTM 2011.43.1

パンノニアサウルスは中型のモササウルス科テティサウルス亜科の爬虫類で、全長は最大6メートルと推定されている。歯の前方に突出した吻部を持たない、前上顎骨と上顎骨の間の縫合線が上顎骨第4歯の中央線の後方あるいは同じ位置で末端を迎える、前頭頭頂骨の縫合線が直線に近い、方形骨の翼状凹面が浅いといった原始的な特徴を持つ。あぶみ骨の溝が長く伸び、幅の3倍以上の長さがあることも特徴である。
パンノニアサウルスは様々な骨格要素から知られており、2つの乖離した前上顎骨、3つの上顎骨、2つの眼窩前頭骨、2つの方形骨、2つの歯骨、3つの板状骨、2つの角骨、1つの冠顎骨、2つの上角骨、1つの関節骨、91本の乖離した歯、20本の頚椎、40本の脊椎、4本の仙椎、18本の尾椎、34個の椎骨断片、3本の肋骨、2つの上腕骨断片、4本の腸骨が収集されている。これらの化石は全て乖離しているため、これらをパンノニアサウルスに割り当てる根拠は Pachyvaranus crassispondylus に関する2011年の Houssaye らの研究で彼らが用いたような手法に基づいている。パラタイプ標本 MTM V.01.115 は左の方形骨、MTM 2007.31.1 は左の方形骨断片である。パンノニアサウルスの化石はホロタイプ標本も含めてすべて乖離しているものの、標本の密度や大きさ、類似性、特異的な特徴に基づき、1つの分類群に収めることが可能である。
上顎骨の保存された部位は12個の歯槽が備わっているが、元々の上顎骨の歯はさらに上下に長かった可能性がある。乖離した無数の歯がパンノニアサウルスに割り当てられているが、ハリサウルスも同様の歯を持っており、後方下側に湾曲した円錐形の歯は歯冠に吻合する縦の線を帯び、隆起は遠位よりも近位で顕著だった。
パンノニアサウルスの単一の椎骨 MTM V.2000.21 と無数のワニのような歯は地下アイカ炭鉱の廃棄場から収集された。アイカコール累層は氾濫原を堆積環境に持つ Csehbánya 累層と組み合わさり、同じ河川系の堆積盆地で形成された。いずれもが同じ古地理学的地域で形成されており、巨大だが孤立した陸海の一部であった可能性もある。

## 分類

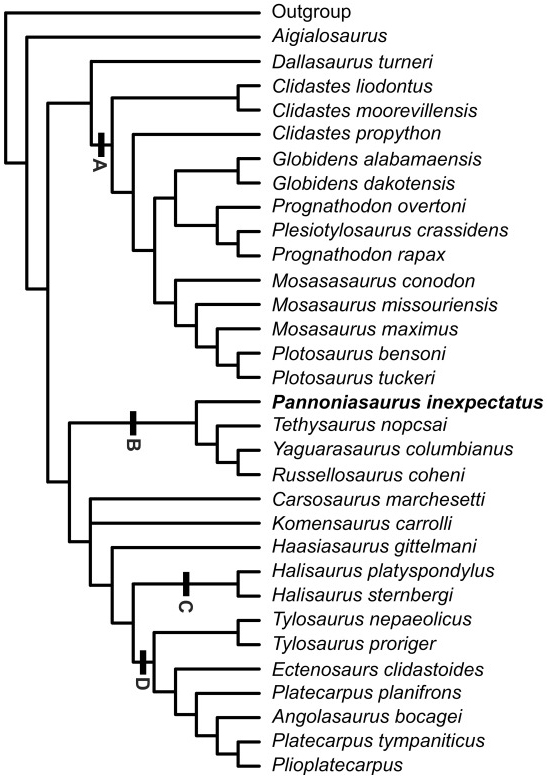
系統樹

Makádi らの系統解析により、パンノニアサウルスを新たな亜科であるテティサウルス亜科に置いた再節約的な系統樹が発見された。この系統樹ではパンノニアサウルスはテティサウルスやヤグアラサウルス、ラッセロサウルスの姉妹群として再構成された。テティサウルス亜科はアイギアロサウルス科のカルソサウルスやコメンサウルスおよびハアシアサウルスを含む分類群の基盤的位置に再構成され、この分類群はハリサウルス亜科・ティロサウルス亜科・プリオプラテカルプス亜科といった海生モササウルス科モササウルス上科を含むとされた。単系統のアイギアロサウルス科から多系統のモササウルス類（ヒレの形状に基づく主に2つの系統）が誕生するという見解が支持され、ヒレを持つモササウルス類に見られる水棲適応は収束進化により別個に獲得されたことが示された。
クジラ目の系統と同様に、モササウルス上科が短期間で多様な水中環境へ放散し、いくつかのグループは淡水の生息地に再進出してその生態系で高度に特殊化したことが、パンノニアサウルスの発見により示唆されている。

## 古生態学
主に淡水環境に生息したパンノニアサウルスに対して最も互換性が高いデータは同位体から得られるものであり、季節的に海水域と淡水域を移動したのではなく恒久的に淡水域に生息していたことが示唆されている。河川での生活が一過性のものではなかった根拠として、幼体から成体まで様々な成長段階の化石が産出していることが挙げられる。パンノニアサウルスの発見と記載により、モササウルス科の進化史が淡水生態系への紛れもない適応を示していたことが判明した。パンノニアサウルスはこの古環境の水域において知られている最大の捕食動物であり、前上顎骨と上顎骨で示されるワニのような平たい頭骨は、水面に潜んで陸上や浅瀬の獲物を狩ることに有利な適応だった。吻部の先端は四角形で、尾ビレは発達していなかった。

### 四肢

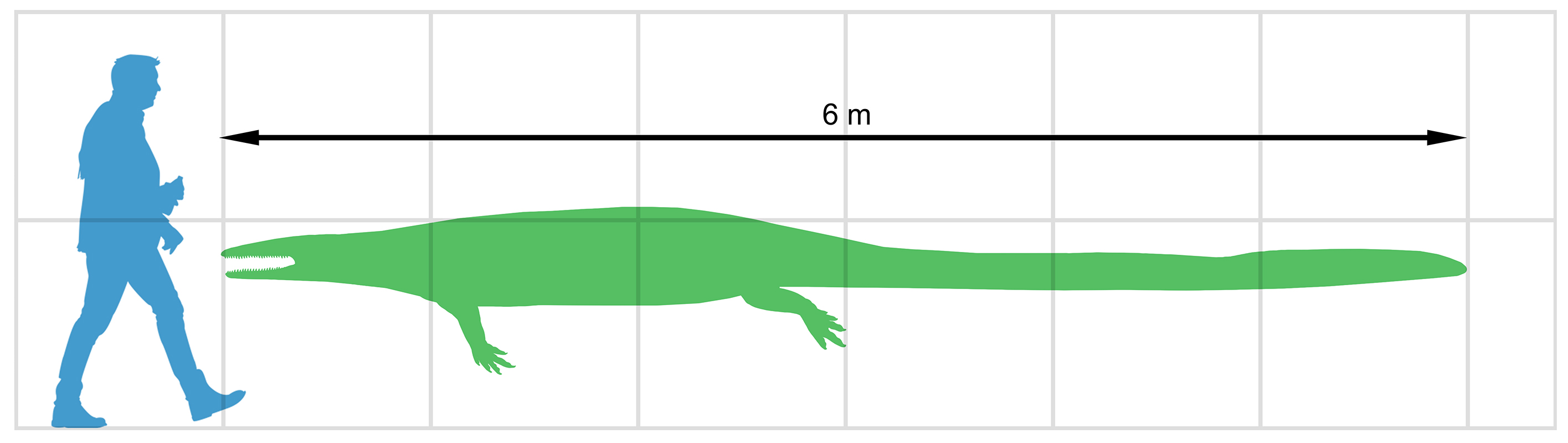
ヒトとの大きさ比較

パンノニアサウルスの骨盤と四肢の要素がどのようだったか推定するのは困難である。パンノニアサウルスの椎体は原始的で、腸骨は後方を向き、上腕骨は遠位骨端が細長く伸びており、これらはアイギアロサウルスに最も類似している。これらのことから、パンノニアサウルスは全体的にアイギアロサウルス科に似た形態だったことが示唆されている。しかしながら、例を挙げるとダラサウルスは、後方に傾いた腸骨と原始的な近位四肢要素を兼ね備えている一方、遠位の四肢は平たく派生的な形態を示しており、同様のことがパンノニアサウルスに全くあり得ないわけではない。パンノニアサウルスは原始的な軸骨格と骨盤に相関して原始的な四肢を持つ可能性が高いが、確定はしていない。現生ワニ類と同様に、頑強な仙椎と骨盤、そしてヒレ状ではないかもしれない四肢が、川底から体を推し進めるのに役立っていた可能性がある。短時間であればトカゲやワニのように陸上を歩行できた可能性も指摘されている。